# Kustflatnäbb
Kustflatnäbb (Rhynchocyclus pacificus) är en fågel i familjen tyranner inom ordningen tättingar.

## Utseende
Kustflatnäbben är en rätt anspråkslöst tecknad tyrann med mycket bred näbbas, vilket dock kan vara svårt att se från sidan. Fjäderdräkten är mestadesl olivgrön med gulaktiga streck på undersidan, bruna fläckar på vingen och en grå ring kring ögat. Arten liknar bergskogsflatnäbb, men saknar dennas gulbruna bröst. Den påminner även om olivflatnäbbarna, men dessa har gult i vingen, ej brunt.

## Utbredning och systematik
Fågeln förekommer från västra Colombia (Chocó) till nordvästra Ecuador (södra Pichincha). Den behandlas som monotypisk, det vill säga att den inte delas in i några underarter.

### Familjetillhörighet
Arten placeras traditionellt i familjen tyranner. DNA-studier visar dock att Tyrannidae består av fem klader som skildes åt redan under oligocen, pekar på att de skildes åt redan under oligocen, varför vissa auktoriteter behandlar dem som egna familjer. Kustflatnäbben med släktingar placeras då i Pipromorphidae.

## Levnadssätt
Kustflatnäbben hittas i regnskog i låglänta områden och förberg. Den är en skygg fågel som ofta påträffas ensam eller i par rätt lågt i skogen, ibland som en del av kringvandrande artblandade flockar.

## Status och hot
Arten har ett stort utbredningsområde, men tros minska i antal, dock inte tillräckligt kraftigt för att den ska betraktas som hotad. Internationella naturvårdsunionen IUCN listar arten som livskraftig (LC).